# 木柵線

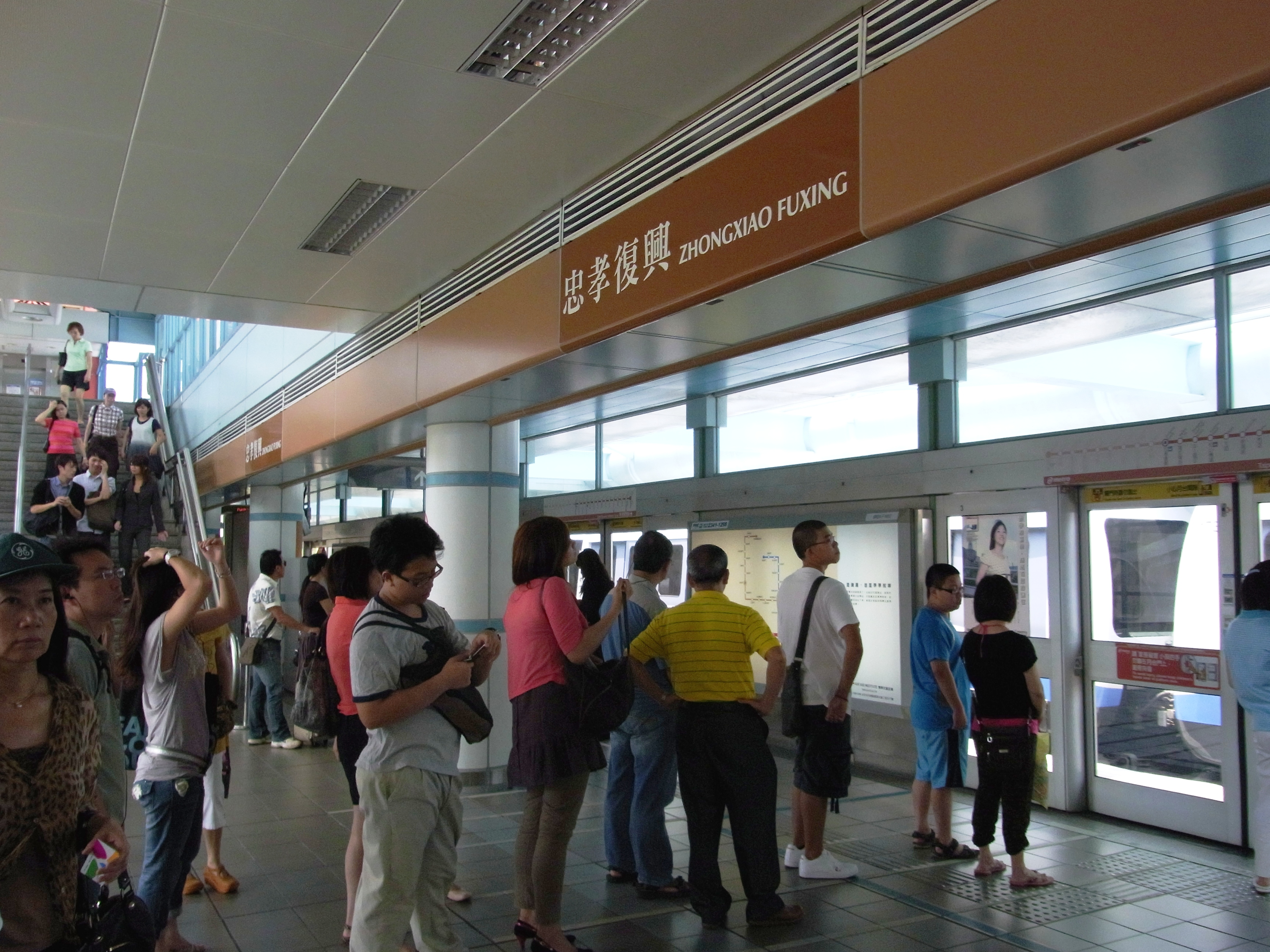
沿線車站全都設有月台安全閘門（忠孝復興站）

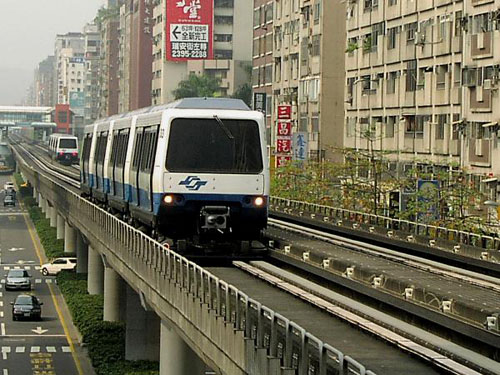
於木柵線時代所使用的馬特拉VAL256型電聯車（現在已經改裝完成並恢復使用）

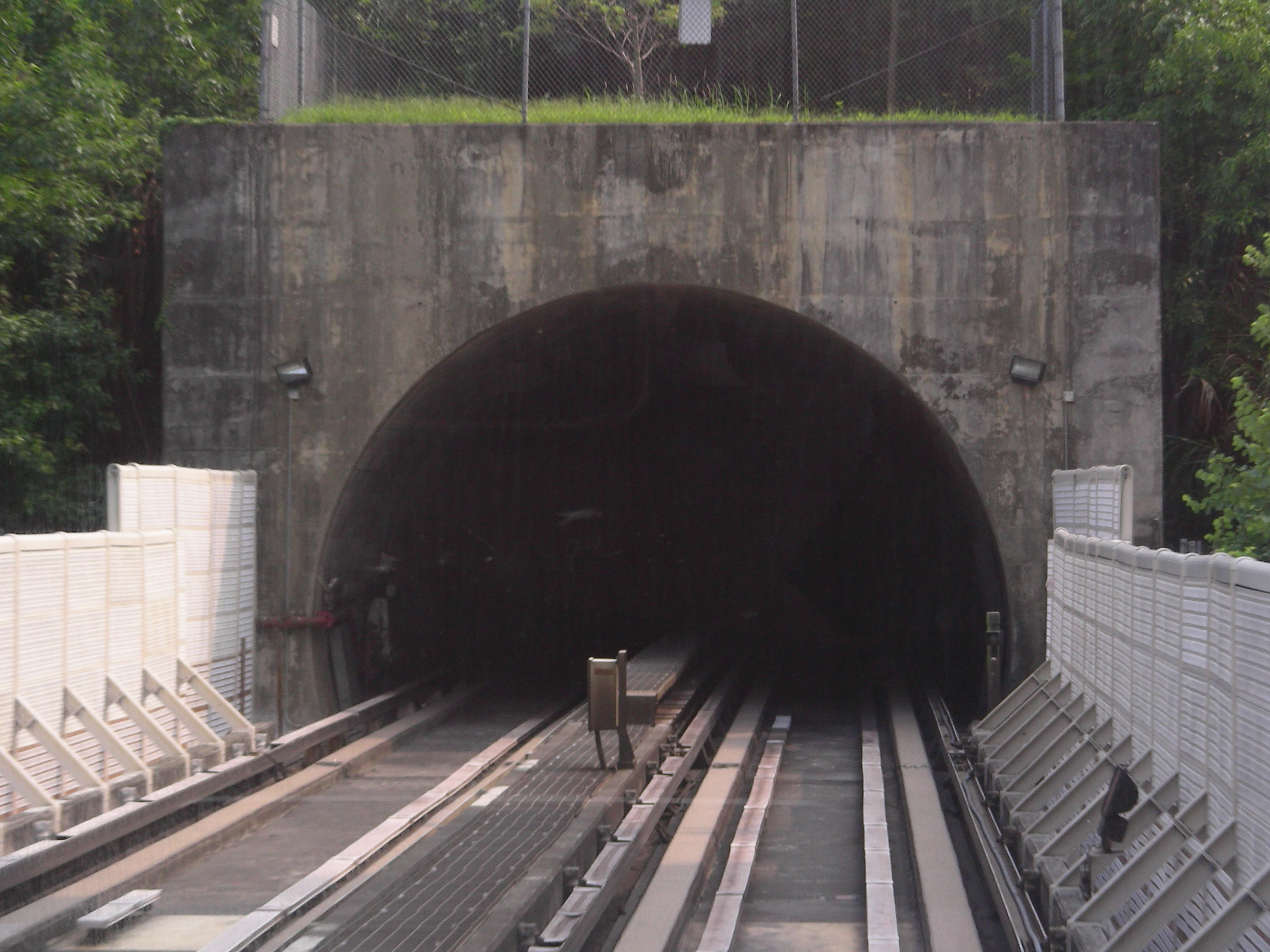
福州山隧道

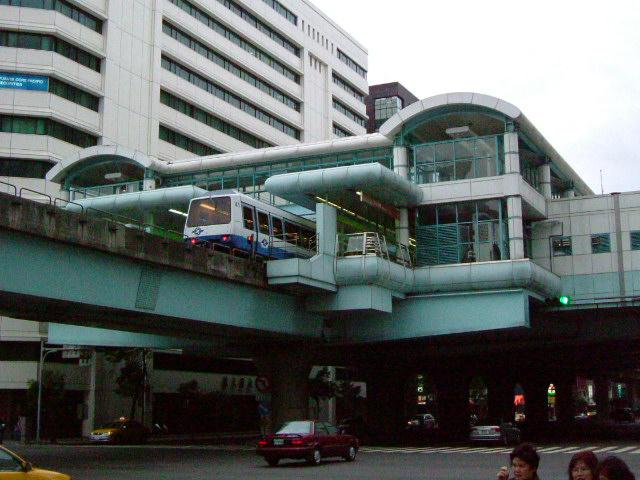
高架車站南京復興站

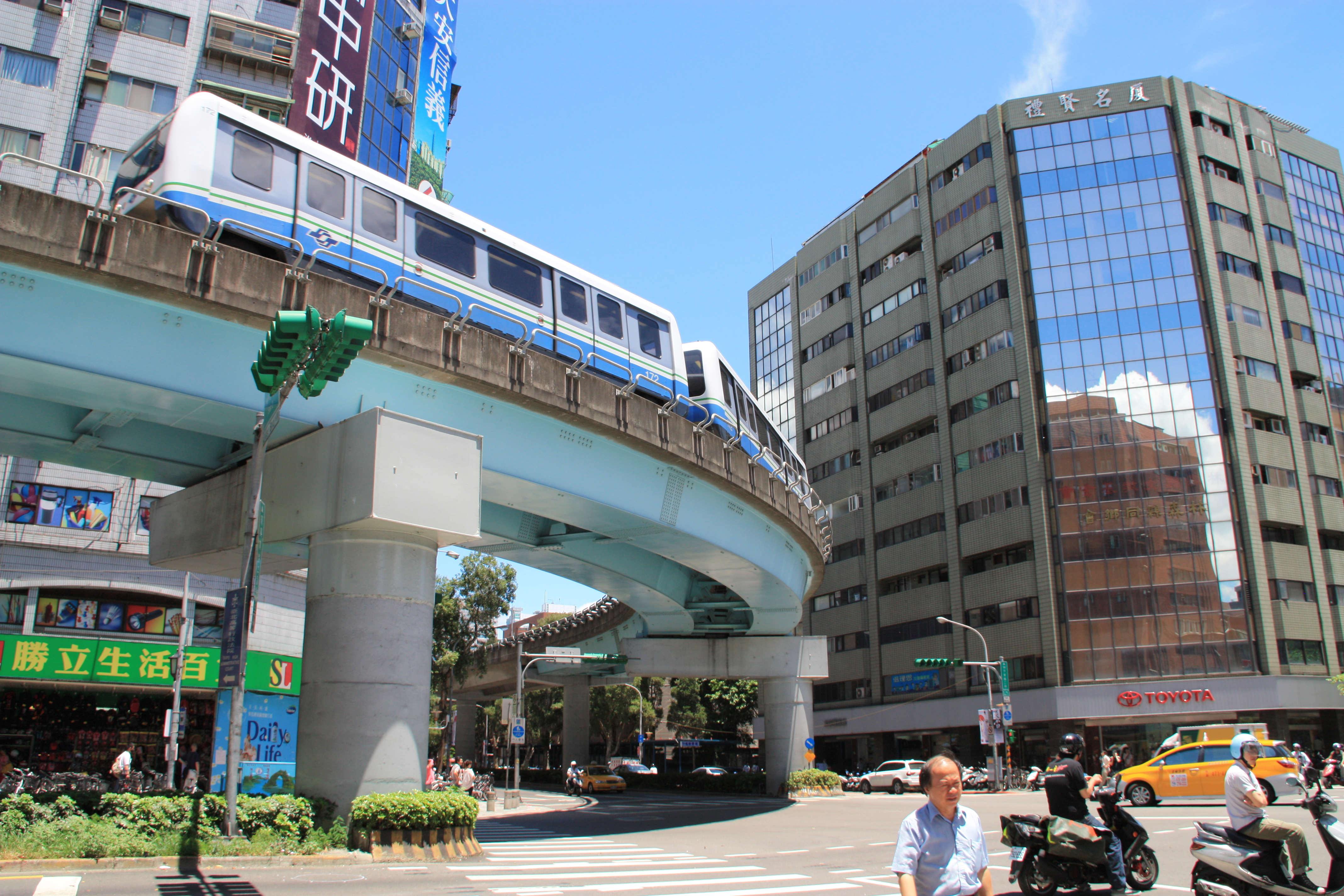
和平東路與復興南路的大轉彎處

木柵線是位於臺灣臺北市的中運量捷運路線，於1996年3月28日通車，為臺北捷運首條開業路線，亦為臺灣第一條捷運路線。南起動物園站、北迄中山國中站，後開通由中山國中站向北的延伸線，即內湖線，兩線合稱為「文湖線」並互相直通運行。
木柵線與內湖線全線通車時，初稱為「木柵內湖線」，簡稱「柵湖線」，但因命名諧音類似「詐胡」而在社會上掀起爭論。之後臺北捷運官方將木柵內湖線更名為「文山內湖線」，通稱為文湖線，但沒有單獨將木柵線改稱作「文山線」，而興建此線的臺北市捷運局至今仍以「木柵線」稱呼。

## 概要
有別於其他捷運線大多設置地下路線，不含內湖線在內，木柵線全線皆為高架路線，且由行車控制中心統一控制無人駕駛的4節車廂編組電聯車運行。
路線北起中山國中站，沿復興北路、復興南路、和平東路、福州山隧道、辛亥路、興隆路、萬芳路、木柵路、新光路，通至動物園為止。全長10.9公里，全程行車時間22分鐘。本線屬於文湖線範疇，內湖線通車後與其直通營運，連結南港、內湖與文山區的木柵。
於1986年之規劃，南段於萬芳醫院站後改走興隆路接木柵路，於木柵公園、木柵國小、新光路一段159巷附近設站。北段於八德路口設站，並改走慶城街，且於民生東路口及松山機場前設站。南段後因居民抗議改線，北段取消八德路站點並改直走復興北路至中山國中站。

## 歷史
本線通車時稱「木柵線」，路線原本規劃從新光路往南轉秀明路，之後沿木柵路、興隆路、辛亥路，行經辛亥站後續接現行路線（其中木柵路段，目前為環狀線計畫路線的一部分）。後來修正為從新光路直接跨越景美溪，之後大致沿萬芳路、興隆路、辛亥路至辛亥站。
經過討論後，決定採用復興南北路案，但修正為直行復興北路轉民權東路至松山機場。後來為配合內湖線自地下穿越機場，行經大直的計畫；加上中山國中站北端須設置轉轍軌，不利於高架軌道轉彎，當時取消興建民權東路至松山機場段和松山機場站的計畫。但之後內湖線更改計畫路線，先從復興北路轉民族東路至松山機場，再向北穿越機場，松山機場站因此恢復設置。
本線原預定於1991年12月通車，但因技術問題與事故（1993年5月5日於辛亥站前發生第一次火燒車事件，9月24日於六張犁站－麟光站間發生第二次火燒車事件，不利於當時尋求連任的台北市長黃大洲），而延遲至1996年開通。1994年底繼任的台北市長陳水扁曾因此說過「馬特拉不拉，我們自己拉」（馬特拉交通運輸部門為木柵線電聯車與機電系統的法國製造商，該部門現在已經由德國西門子公司所購併）。
木柵線是臺北市最早興建的中運量捷運系統，大部份車站只有一個出入口，又採用側式月台，使得其中一側月臺的旅客進出站必須使用聯絡天橋穿越軌道上方，相較於有多處出入口的車站不便許多，也降低了車站處理旅客的能力。為解決這個問題，捷運局長表示：本線各車站均會努力增闢第二個出入口，只要車站周邊有新建或改建大樓，也會積極交涉增加連通出入口，大樓可因提供捷運設施興建空間而獲得獎勵。

### 大事誌
- 1988年12月15日：木柵線舉行動工典禮，該基礎工程位於六張犁站至麟光站區間[6][7]。
- 1993年5月5日：辛亥站前發生火燒車事件。
- 1993年9月24日：發生第二次火燒車事件。
- 1994年8月19日：臺北市政府辦理木柵線初勘。
- 1994年8月29日-9月1日：交通部展開為期四天的履勘。
- 1994年9月1日：木柵機廠發生脫軌事件。
- 1994年9月3日：交通部履勘小組認為履勘未通過，木柵線通車日期再度延後。
- 1996年2月27日：開放免費試乘活動。
- 1996年3月28日：當日上午5:30於中山國中站舉行通車剪綵儀式，5:40分台北市長陳水扁啟用自動售票機並買下第一張車票，6:00台灣第一條捷運木柵線正式通車啟用。[3]
- 1996年6月14日：因木柵機廠電力設備遭雷擊，導致木柵線全線停駛7小時21分鐘。
- 2008年12月6日-2009年6月20日：木柵線與內湖線進行多次直通測試。
- 2009年7月4日：木柵線換成阿爾斯通系統，切斷使用13年的西門子VAL256系統，內湖線正式連接木柵線通車營運，並合稱「木柵內湖線」。
- 2009年10月8日：木柵線與內湖線合併更名為「文湖線」，[2]更名費用約新台幣110餘萬元。
- 內湖線通車後之事件請參見：

### 路線延伸規劃
新北市深坑區臨近端點站動物園站，當地居民多次提出該線自動物園站延伸至當地的請求，但交通部評估當地通勤人口流量有限，經濟效益不大，而予以否絕。新北市政府交通局規劃新建「深坑輕軌」作為替代方案，目前已提出第九次可行性研究報告。

## 系統
本線為無人駕駛之中運量捷運系統，過去即以99.75%的準點率領先臺北捷運其他各線，系統穩定度高也多次成為市政的宣傳重點。
原採用法國馬特拉VAL系統，自2009年7月4日內湖線通車起改用加拿大龐巴迪運輸CITYFLO 650自動列車行控系統。列車皆以4節車廂營運，並搭載系統配套的月臺門，但全線月台是以6節車廂的長度為設計，以預留未來擴建成6節車廂的升級空間。
系統更換後原VAL256型電聯車分批進廠改裝，原預定2010年2月14日完成，但未通過車輛與系統間整合驗證，目前已經解決停準度問題並完成改裝，並交由台北捷運公司實施營運演練，於2010年12月26日上線營運。

### 樑柱
過去本線高架軌道的樑柱，曾兩度成為新聞話題。第一次是帽樑裂縫，當時統計全線有兩百多根樑柱出現裂縫等問題，需要維修，最後樑柱逐一修復完畢，柱子也由原本淺灰的水泥色，變成今日略深的灰色。第二次是進行樑柱彩繪，將復興南路、仁愛路口以南至信義路口以北的19根樑柱，委託得利塗料公司繪製由國立藝術學院的畢業生所創作的公共藝術─「下班的魚」，成為捷運施作大型公共藝術的先河。如今帽樑裂縫與「下班的魚」均走入歷史，公共藝術的看板也已拆除。

### 直通測試

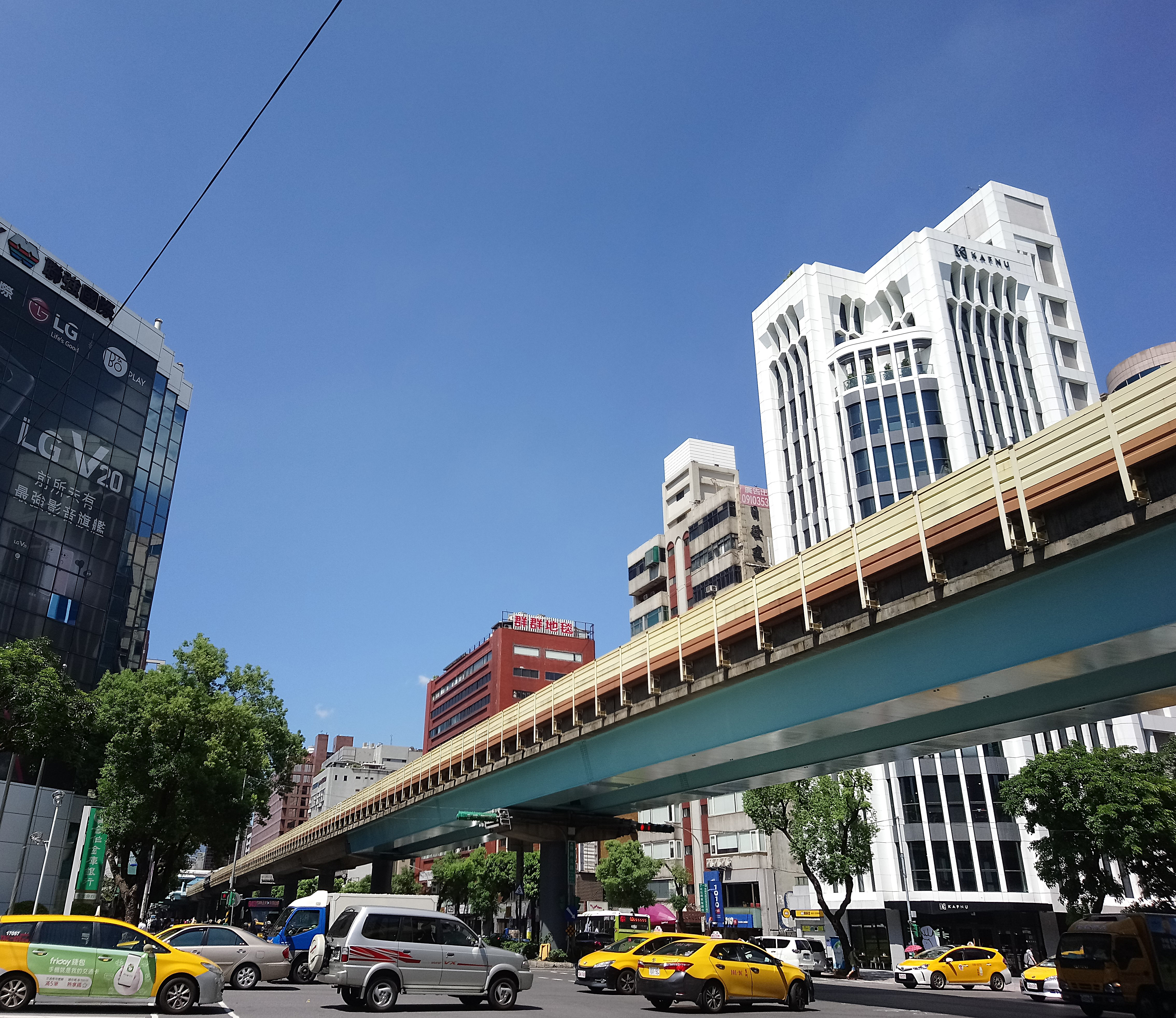
民生東路三段與復興北路口高架橋

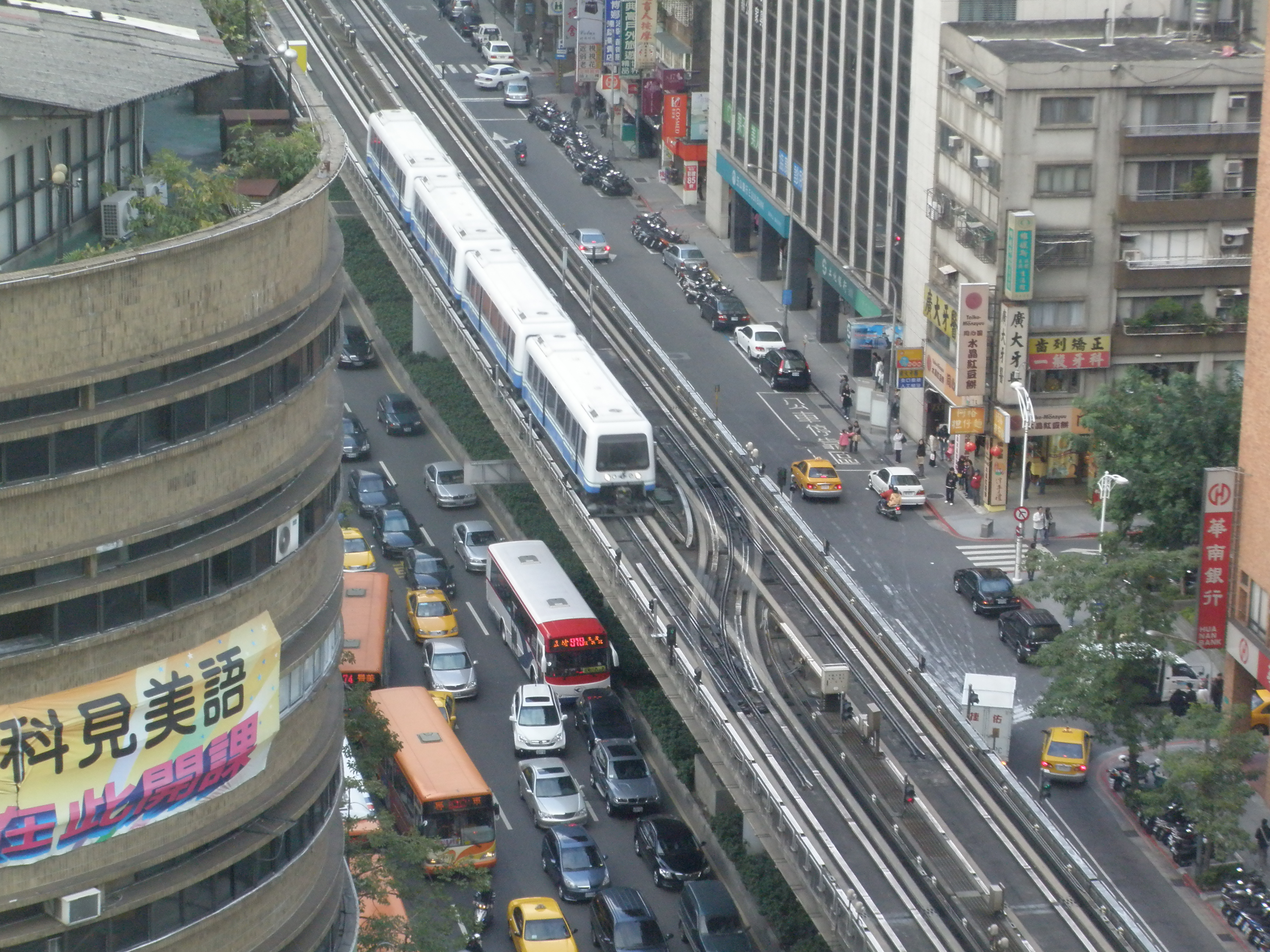
龐巴迪製的新電聯車於本線進行信號系統測試

該線於2008年12月6日至2009年1月18日，逢週六週日及例假日停駛進行內湖線與木柵線整合測試。不過2008年12月20日、12月21日因應政府舉辦國家考試，上午6點到上午9點短暫恢復營運；2009年1月1日雖然放假但旅客較多、1月10日及1月17日因應彈性調整放假補上班上課而正常營運。
停駛期間台北捷運公司安排木柵線免費接駁公車，分為「辛亥線」及「軍功線」，僅停靠捷運公司指定站位（均位於捷運站旁）；「軍功線」由首都客運負責，並有借調台北客運車輛，「辛亥線」由大都會客運及欣欣客運負責，並有借調光華巴士車輛；由於捷運公司方面限制車齡的關係，各業者均只能調派較新的車輛提供服務。
另外，台北市政府也協調復康巴士在忠孝復興站及動物園站待命，以服務有需要的旅客。台北聯營公車15、74、282（正／副）、685、902及綠1等路線也配合增班。
為提高全線之系統穩定度，於2009年春節連續假期1月24日至2月1日期間，營運至晚上7點，列車全數收班後繼續進行木柵內湖線全線電聯車試運轉以期提高捷運內湖線系統穩定度，並補強改善已經執行之測試，這段期間比照往例，提供「辛亥線」及「軍功線」2線免費接駁公車，營運時間為晚上7時到晚上12時，不過部分站位略有修改。
台北捷運內湖線、木柵線全線大車隊營運試運轉作業，2009年4月25日（週六）、4月26日（週日）捷運木柵線全日停駛，這段期間依往例提供「辛亥線」及「軍功線」2線免費接駁公車。
配合交通部履勘，於2009年6月7日停駛一天，順利完成履勘，並於6月15日拿到交通部核發的木柵內湖全線營運執照。6月20日為了內湖線通車停駛一天進行最後一次的內湖線及木柵線全線整合測試，以維持正式通車後的最高載客品質。於7月3日切換系統，號誌系統採用龐巴迪CITYFLO650系統，而路軌系統繼續沿用西門子VAL系統之規格。於6月28日開始為期3天內湖線試運轉，7月4日上午9時正式通車，當日上午6時至9時捷運木柵線配合停駛，比照往例於上午6時至下午2時提供「辛亥線」及「軍功線」兩線免費接駁公車接駁民眾。
2009年7月4日木柵線切斷使用13年的西門子VAL系統轉換為龐巴迪系統，正式連接內湖線營運。7月25日，由於內湖線通車起故障不斷，持悠遊卡進出文湖線各站票價以六四折優惠作為補償。同年10月8日，木柵線與內湖線合併更名為「文湖線」。

## 營運時間與班距
- 營運時間：06:00～24:00
- 平均班距：
  - 平常日（週一至週五）
    - 尖峰時段（07:00～09:00，16:00～19:00）：約2～4分鐘。
    - 離峰時段（09:00～16:00，19:00～23:00）：約4～10分鐘。
    - 23:00以後：約12分鐘。

  - 例假日（週六、週日及國定假日）
    - 6:00～23:00：約4～10分鐘。
    - 23:00以後：約12分鐘。[13]

## 車站
| 車站編號       | 車站名稱 | 車站名稱 | 交會路線                               | 站體型式 | 所在地   | 所在地                                           |
| 車站編號       | 中文     | 英文     | 交會路線                               | 站體型式 | 所在地   | 所在地                                           |
| -------------- | -------- | -------- | -------------------------------------- | -------- | -------- | ------------------------------------------------ |
| 木柵線         |          |          |                                        |          |          |                                                  |
| （上接內湖線） |          |          |                                        |          |          |                                                  |
| BR12           | 中山國中 |          | 民生汐止線：工程代碼SB04站（站外轉乘） | 高架     | 臺 北 市 | 中山區 松山區                                    |
| BR11           | 南京復興 |          | 松山新店線                             | 高架     | 臺 北 市 | 中山區 松山區                                    |
| BR10           | 忠孝復興 |          | 板南線                                 | 高架     | 臺 北 市 | 大安區                                           |
| BR09           | 大安     |          | 淡水信義線                             | 高架     | 臺 北 市 | 大安區                                           |
| BR08           | 科技大樓 |          |                                        | 高架     | 臺 北 市 | 大安區                                           |
| BR07           | 六張犁   |          | 大安區 信義區                          | 高架     | 臺 北 市 |                                                  |
| BR06           | 麟光     |          | 大安區 信義區                          | 高架     | 臺 北 市 |                                                  |
| BR05           | 辛亥     |          | 文山區                                 | 高架     | 臺 北 市 |                                                  |
| BR04           | 萬芳醫院 |          | 文山區                                 | 高架     | 臺 北 市 |                                                  |
| BR03           | 萬芳社區 |          | 文山區                                 | 高架     | 臺 北 市 |                                                  |
| BR02           | 木柵     |          | 文山區                                 | 高架     | 臺 北 市 |                                                  |
| BR01           | 動物園   |          | 文山區                                 | 高架     | 臺 北 市 | 環狀線 深坑輕軌（站外轉乘） 貓空纜車（站外轉乘） |

## 紀念章
本線於2015年2月11日開始採用「車站專屬紀念章戳」，各站的紀念章如下：
- 中山國中站：

以榮星花園、附近的高樓大廈群和捷運列車為主題。
- 南京復興站：

以捷運站為主體，並加入當地之兄弟大飯店。
- 忠孝復興站：

以東區地下街和周邊百貨大樓為主題。
- 大安站：

以「大安站捷運高架共構站體」為主圖，結合車站周邊復興南路旁的木棉花，徜徉在木棉道的生活愜意，呈現都市文教景觀。
- 科技大樓站：

以科技大樓和本線特色畫面之一的九十度大轉彎為主題。
- 六張犁站：

以遠企中心辦公大樓、遠東國際大飯店為主圖，搭配捷運列車通過路口圓環的景象，呈現特殊景觀。
- 麟光站：

以列車通過福州山隧道的景象和附近的富陽自然生態公園為主題。
- 辛亥站：

以本站旁的辛亥隧道和臺北市政府公務人員訓練處為主題。
- 萬芳醫院站：

以與本站共構的萬芳醫院和臺灣警察專科學校為主題。
- 萬芳社區站：

以昔日「萬隆煤礦」及「芳川煤礦」和140高地公園為主題。
- 木柵站：

以本站往返動物園站的途中，體驗列車行經景美溪的河灣風情和遠處以長頸鹿為造型的彩繪煙囪為主題。
- 動物園站：

以貓空纜車和臺北市立動物園的台灣黑熊、大貓熊和無尾熊為主題。

## 外部連結
- 臺北大眾捷運股份有限公司（繁體中文） （页面存档备份，存于）

1. ↑  舊譯採威妥瑪拼音譯作Mucha Line（2003年以前）
2. ↑  本線因採用膠輪／水泥軌道系統，一般來說並無軌距之分，但其凸出於路面的兩條行車水泥軌枕，中心線間距為1,880mm。